# États latins d'Orient
Pour les articles homonymes, voir Latin (homonymie).

En jaune, les États latins d’Orient au XIIe siècle.

Les États « latins » (ou « francs ») d’Orient sont les fiefs que plusieurs chefs croisés se découpèrent au Levant au détriment des turcs Seldjoukides, Fatimides et Ayyoubides, puis dans l'Empire byzantin. Selon Malcolm Barber et Georges Duby et conformément à la terminologie du temps, un État « latin » ou « franc » est un État gouverné par des seigneurs catholiques d'occident (qu'ils aient été initialement Croisés ou pas, et quelle que soit leur origine : française, anglaise, allemande, italienne, catalane), par opposition aux « États grecs » gouvernés par des seigneurs orthodoxes (pouvant être aussi bien byzantins que bulgares, serbes, valaques ou autres),. Comme l'affirme Benjamin Kedar, les États latins d'Orient forment « la première possession outre-mer des Européens, lesquels ne s'étaient jusque-là étendus que sur le continent ».

## Liste des États latins
Quatre États furent créés au proche-Orient dans la foulée de la première croisade :
- le comté d'Édesse, de 1098 à 1144 (liste des comtes)[6] ;
- la principauté d’Antioche, de 1098 à 1268 (liste des princes)[3] ;
- le comté de Tripoli, de 1102 à 1288 (liste des comtes)[7] ;
- le royaume de Jérusalem, de 1099 à 1291 (liste des rois)[8].

Près d’un siècle plus tard, Richard Cœur de Lion conquit l’île de Chypre sur un seigneur byzantin et donna l’île à Guy de Lusignan qui y fonda une monarchie :
- le royaume de Chypre de 1192 à 1489 (liste des rois)[3].

À la fin des guerres byzantino-normandes de 1050-1185 fut fondé dans les îles Ioniennes :
- le comté palatin de Céphalonie et Zante, de 1185 à 1479[9] ;

La quatrième croisade et la création de l'empire latin de Constantinople au début du XIIIe siècle.

Lors de la prise de Constantinople, au cours de la quatrième croisade et par la suite, plusieurs États furent également fondés dans l’Empire byzantin :
- l’empire latin de Constantinople de 1204 à 1261 (liste des empereurs)[11] ;
- le marquisat de Bodonitza, de 1204 à 1414 (liste des marquis)[12] ;
- le duché de Philippopolis, de 1204 à 1230[13] ;
- la comté de Salone, de 1204 à 1394 (liste des comtes)[14] ;
- des États vassaux de la république de Venise :
  - les seigneuries d’Eubée, de 1204 à 1470 (liste des seigneurs)[15] ;
  - le duché de Candie, de 1204 à 1646.
- le royaume de Thessalonique, de 1205 à 1222 (liste des rois)[16] ;
- la principauté d’Achaïe, de 1205 à 1428 (liste des princes)[17] ;
- le duché d’Athènes, de 1205 à 1458 (liste des ducs)[18] ;
- le duché de Naxos, de 1210 à 1566 (liste des ducs)[19] ;
- le duché de Néopatrie, de 1319 à 1390[12].

De 1306 à 1310, les Hospitaliers, expulsés de la Terre sainte, s'installent dans le royaume de Chypre puis envahissent l'île de Rhodes alors détenue par l'Empire byzantin :
- Rhodes, de 1310 à 1522 (liste des grands maîtres)[20].

## Évolution territoriale des États latins d'Orient en Terre sainte

États latins en 1102.
États latins en 1135.
États latins en 1165.
États latins en 1190 et 1192.

États latins en 1196 et 1205.
États latins en 1229 et 1240.
États latins en 1271.
États latins en 1300 (Ruad et Chypre).

## Saint-Jean-d'Acre, dernière capitale des Croisés
Saint-Jean-d'Acre est une ville de Terre sainte, qui apparaît d'abord sous le nom de 'Acco (en hébreu) dans les textes de l'Ancien testament, puis est renommée Ptolémaïs à l'époque des Ptolémées d'Égypte, entre le IVe et le Ier siècle avant notre ère, où elle connaît une certaine prospérité. En 636, elle est conquise par les Arabes, avant d'être prise par les Croisés en 1104, qui lui donnent le nom de Saint-Jean-d'Acre, en l'honneur des Hospitaliers de l'ordre de Saint-Jean de Jérusalem, premier ordre chrétien à s'installer dans la ville.
Le 12 juillet 1191, l’armée croisée menée par les rois Philippe Auguste et Richard Cœur de Lion parvient à reprendre la ville d’Acre, alors aux mains de l’armée musulmane commandée par Saladin, depuis sa victoire en 1187 à la bataille de Hattin. La ville retrouve son nom de Saint-Jean-d’Acre et la présence chrétienne est réaffirmée en Terre sainte. La trêve trouvée entre Saladin et le roi d’Angleterre permet également aux États latins d'Orient de se reformer, mais avec un territoire amoindri, dont Saint-Jean-d’Acre devient la capitale.
La ville de Saint-Jean-d’Acre est un véritable atout pour les Croisés, qui y voient un emplacement idéal afin de s’implanter dans la région. Située près des côtes, la ville devient le principal port de Terre sainte, au cœur des échanges de la région. En raison de ce commerce florissant, Saint-Jean-d'Acre devient incontestablement la ville la plus importante du royaume latin de Jérusalem entre 1191 et 1291, accroissant son caractère cosmopolite. Un grand nombre d’Européens s’y établissent, tandis que des grandes villes italiennes, telles que Venise, Pise ou encore Gênes, développent des centres d’échanges. Au vu de son attractivité, d’autres peuples et populations s’y implantent également. C’est le cas des Arméniens, des Shell Fishermen d’Alexandrie, des marchands du Maghreb, les marchands de Damas, de Bagdad, du Yémen ou encore des Nestoriens de Mossoul.

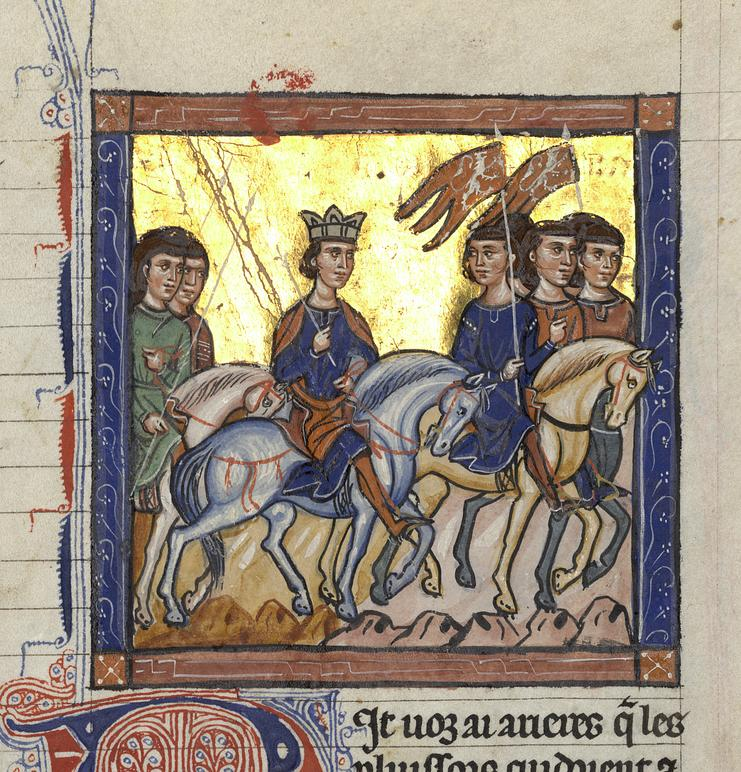
Miniature d’Alexandre et ses compagnons chevauchant (F.166 R), manuscrit de "L'Histoire ancienne jusqu'à César" de Saint-Jean-d’Acre (Ms 562), 1260-1270, conservé à la Bibliothèque municipale de Dijon

Cette multitude de cultures et d'influences, tant européennes qu'orientales et byzantines, se côtoient et se mélangent pour rapidement former un centre politique, commercial, intellectuel et artistique très actif. En témoigne la production de manuscrits enluminés du scriptorium de Saint-Jean-d'Acre, dont l'activité se développe à partir du séjour du roi de France Louis IX, dit "Saint Louis" en 1251-1254. C'est le cas du manuscrit Ms 562 de la Bibliothèque municipale de Dijon, figurant l'Histoire ancienne jusqu'à César.
La position d’Acre est d'autant plus stratégique que la ville est le point d’arrivée afin d’accéder à Jérusalem, lieu saint où transite la grande majorité des pèlerins chrétiens.
Pendant un siècle, les Croisés sont parvenus à garder leur mainmise sur le liseré côtier qui leur a été concédé et à maintenir les échanges commerciaux avec l’Ouest de la Méditerranée. La diminution des attaques contre la capitale croisée, en raison de la division à l'intérieur de l’Empire ayyoubide à la mort de Saladin en 1193, a permis à Saint-Jean-d'Acre et sa région de prospérer, jusqu'à atteindre son apogée.
C'est finalement en avril 1291, que le sultan d’Egypte mamelouk Al-Achraf Khalîl s’empare de Saint-Jean-d’Acre et chasse définitivement la présence des Latins en Palestine, ce qui aboutit à la fin du royaume de Jérusalem. Cet événement est fréquemment considéré par les historiens comme marquant la fin de la période des croisades médiévales.